# 马寿新
马寿新（1938年—），经名宛葛斯，男，回族，中华人民共和国伊斯兰教人物，曾任中国伊斯兰教协会副会长，新疆维吾尔自治区伊斯兰教协会常委，第十一届全国政协委员。

## 生平
2008年，当选第十一届全国政协委员，代表宗教界，分入第五十一组。